# Oruza doto
Oruza doto là một loài bướm đêm trong họ Erebidae.